# 蛤地站

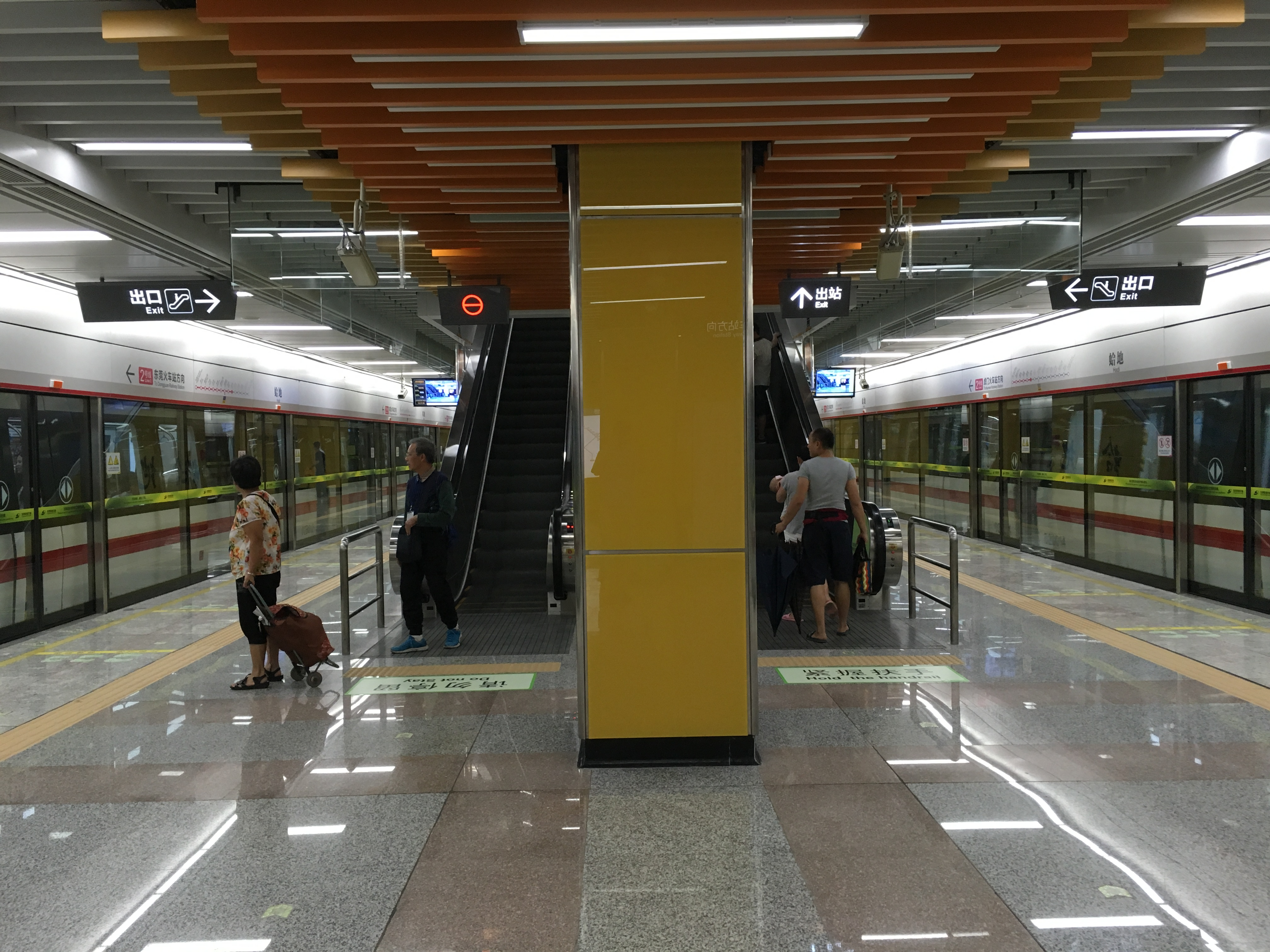
车站月台

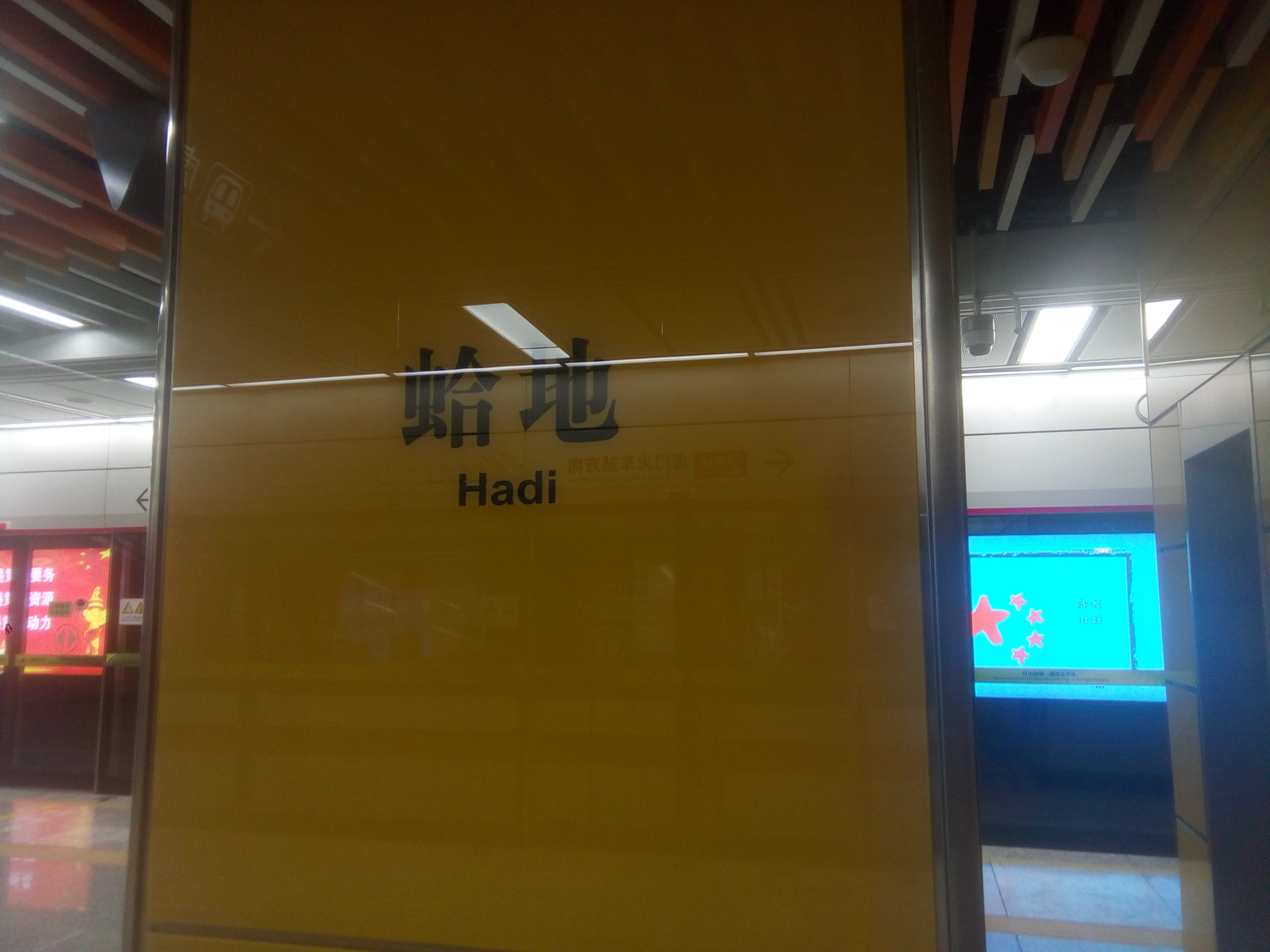
位于月台的站牌，英文名称仍称作"Hadi"

蛤地站位於中华人民共和国广东省东莞市南城街道东莞大道地下，於2016年5月27日啟用，為東莞軌道交通2號線的中途站。

## 歷史
在2016年5月27日啟用時，當時本站英文名稱為「Hadi」。根據《东莞市地名志》：「蛤地在莞城镇南9公里处，属篁村，清朝置居，多为客家人。当时博罗人在此建一穴坟形似青蛙（俗称蛤），故名」，由於“蛤”为多音字，念“gé”时意指青蛙，念“há”时则指蛤蟆，所以該地名的普通話正式讀音應為「gé dì」。2019年1月1日，本站英文名改為「Gedi」。

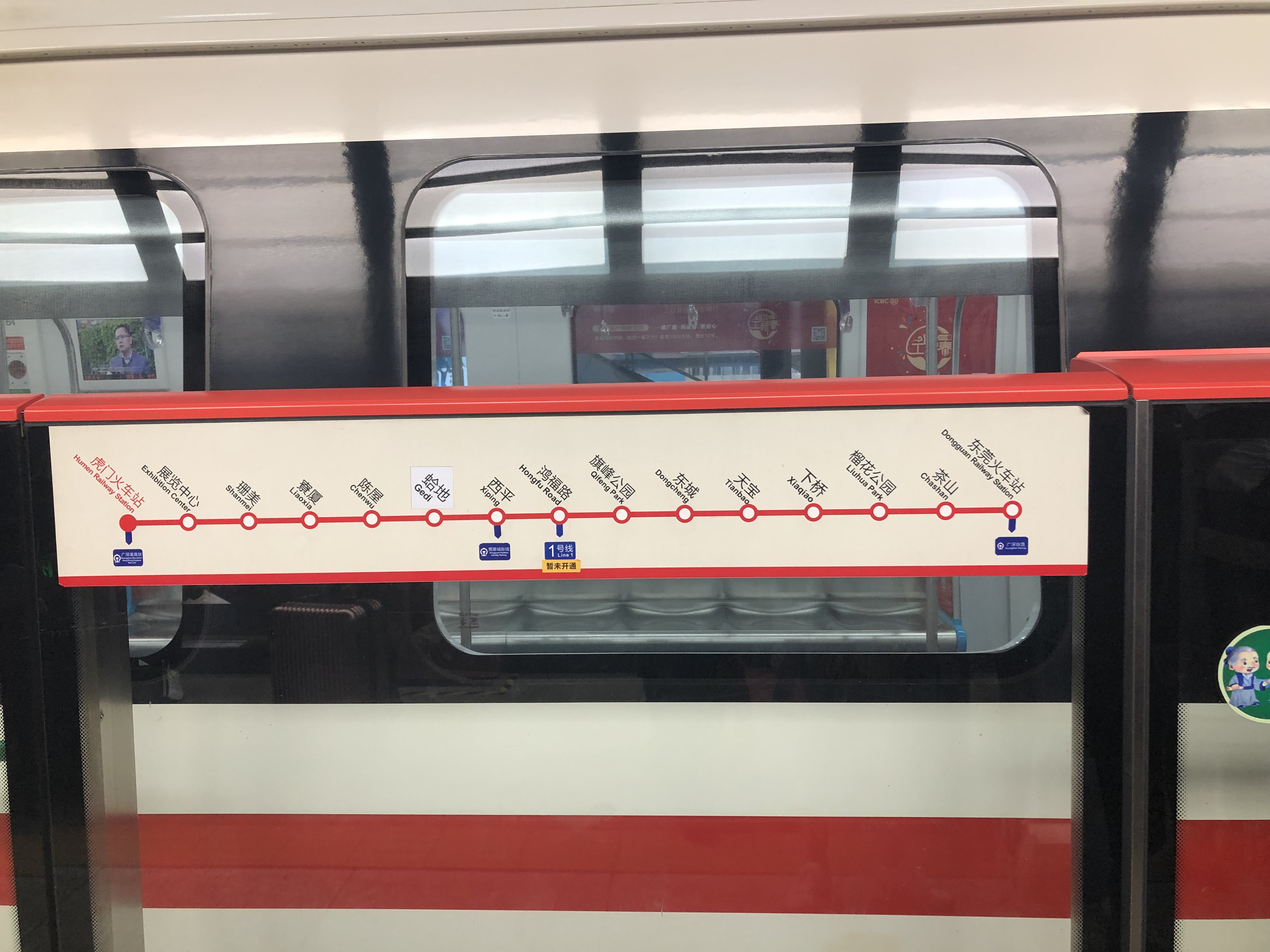
路线图上明显看到改名贴纸

## 車站構造
| 地面 |        |
|      | 出入口 |

| 地下一層（B1） | 車站大廳                         | 客服中心、自動售票機             |
| 地下二層（B2） |                                  | █ 2号线 往東莞火車站方向（西平） |
| 地下二層（B2） | 島式月台，左側開門               |                                  |
| 地下二層（B2） | █ 2号线 往虎門火車站方向（陳屋） |                                  |

## 車站出入口
| 編號 | 照片 | 目的地                                |
| ---- | ---- | ------------------------------------- |
| A1   |      | 浙商大廈、環球財富大廈                |
| A2   |      | 匯海·新天地                           |
| B    |      | 東莞CBD城市候機樓、宏成五金傢俱裝飾城 |
| C1   |      | 新南路                                |
| C2   |      | 新南路、中信森林湖                    |